# Teru Hasegawa

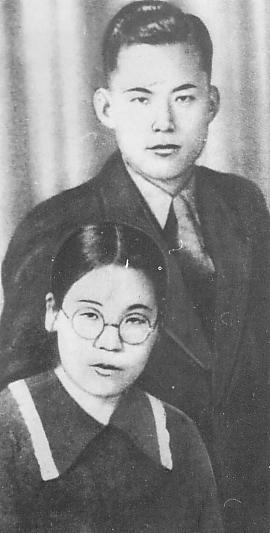
Teru Hasegawa i Liu Ren

Teru Hasegawa (en japonès: 長谷川 テ ル; Prefectura de Yamanashi, 7 de març de 1912 — Jiamusi, 10 de gener de 1947) va ser una esperantista, pacifista i internacionalista japonesa, sovint coneguda pel seu nom de ploma: Verda Majo. Si bé, mentre va viure, va ser perseguida i, fins i tot, acusada de traïdoria pel govern japonès, amb el temps, va ser reconeguda pel seu activisme esperantista i reivindicada internacionalment per la seva militància a favor de la fraternitat asiàtica, fins i tot, quan el Japó i la Xina es trobaven en guerra.
Va néixer al si d'una família d'enginyers civils. De petita, volia ser mestra. Es va graduar a l'Escola de Noies No. 3 de Tòquio i després va continuar els seus estudis a l'Escola Normal de Dones de Nara. Va optar per estudiar fora de la capital per tal de fugir del control del seu pare, un home sever d'idees conservadores. El juny de 1932, va començar a estudiar esperanto, la qual cosa la va ajudar a contactar amb la intel·lectualitat d'esquerres al Japó i més tard amb els i les esperantistes xinesos. Poc després, va ser detinguda per les seves idees polítiques i expulsada de la Universitat. Així, va tornar a Tòquio i es va preparar per a exercir com a mecanògrafa. El 1935 va conèixer a Liu Ren, un estudiant xinès amb el qual es va casar un any més tard, malgrat l'oposició de la seva família. En aquesta època va començar a col·laborar amb la revista La Mondo de Xangai; va escriure articles sobre la repressió de les dones a la societat japonesa i sobre la literatura proletària al Japó.
El 1937, juntament amb Liu Ren, va abandonar la seva ciutat natal, per anar a viure a la Xina, establint-se primer a Xangai i més tard a Wuhan. El novembre d'aquell mateix any va publicar una carta oberta, adreçada als esperantistes japonesos, a la revista Ĉinio Hurlas. El seu títol era «La Venko de Ĉinio Estas Ŝlosilo de la Morgaŭo de la Tuta Azio» (en català: «La victòria de la Xina és la clau del demà de tota Àsia»). En aquesta carta va escriure que ella mateixa podia participar en la lluita revolucionària contra l'imperialisme japonès, gràcies al fet que era «feliçment esperantista», tot i que no parlava bé el xinès. Va subratllar que l'esperanto s'hauria d'utilitzar com una eina internacional per lluitar contra l'imperialisme i va afirmar que mai es rendiria encara que algú la insultés acusant-la de trair el seu propi poble.
Es va unir a la crida internacional «Mitjançant l'esperanto per a l'alliberament de la Xina» que portaven a terme els esperantistes xinesos. Va escriure diversos informes sobre l'ocupació japonesa de Xangai, en els quals donava suport a les víctimes. A la vegada, per recomanació de l'intel·lectual i polític xinès Guo Moruo, va presentar un programa radiofònic diari sota la direcció del Guomindang, l'objectiu del qual era dividir l'exèrcit japonès. També va escriure regularment articles per a la revista xinesa Heroldo de Ĉinio i per altres publicacions. En els seus textos no només va avalar la resistència dels xinesos, sinó que també va intentar mostrar als seus compatriotes japonesos que el seu enemic no era el poble xinès, sinó el mateix exèrcit imperialista japonès, al qual culpava d'innombrables atrocitats. Als inicis de la dècada de 1940, va ser escollida líder de la Lliga Revolucionària Anti-guerra que havien fundat els japonesos a la Xina. El 1943, va publicar l'assaig «Esperanto kaj demokratio» (en català: «Esperanto i democràcia»), on resumeix les seves esperances pel món de la postguerra i dona a la idea interna de l'esperanto el significat de democràcia, que no es limita a un regne o a un territori, sinó que s'estén a tot el món, servint de base per a la coexistència cohesionada de les nacions.
A causa de la guerra, Verda Majo, el seu marit i els seus dos fills, van haver de canviar de residència diverses vegades, sempre amb l'ajuda d'esperantistes. Al final de la segona guerra sino-japonesa, es van establir a Manxúria, el país natal de Liu Ren. Estant embarassada per tercer cop, Verda Majo va descobrir que Liu Ren tenia una altra esposa quan es va casar amb ella i va decidir avortar. Durant l'avortament va patir una infecció, la qual la va portar a una mort prematura, a l'edat de 35 anys. Zhou Enlai, aleshores Primer Ministre de la República Popular de la Xina, va dir d'ella que havia estat «una filla fidel del poble japonès i una veritable patriota» i també «una sincera companya d'armes del poble xinès». Liu Ren va morir tres mesos després.
L'any 1982, la Editorial Xinesa de Esperanto (ĈEE) de Pequín va publicar la col·lecció Verkoj de Verda Majo de 500 pàgines, on es recullen els seus textos més significatius. La vida de Verda Majo va ser portada a la pantalla sota el títol Bōkyō no hoshi (望郷の星) amb l'actriu Komaki Kurihara en el paper protagonista.